# Alexandru Roman
Alexandru Roman (ur. w 1895, zm. ?) – rumuński tenisista, uczestnik Letnich Igrzysk Olimpijskich 1924.

## Igrzyska olimpijskie
Podczas Letnich Igrzysk Olimpijskich 1924 w Paryżu Roman brał udział zarówno w grze pojedynczej mężczyzn, jak i w deblu. W grze pojedynczej w pierwszej rundzie miał wolny los, w drugiej przegrał 0:3 z reprezentantem Węgier, Béla von Kehrlingem.
W deblu wraz z Gheorghe Lupu przegrał w pierwszym meczu z chilijską parą Domingo Torralva, Luis Torralva.